# Trittico del battesimo di Cristo
Il Trittico del Battesimo di Cristo è un dipinto del pittore fiammingo Gerard David realizzato intorno al 1502 - 1508 e conservato nel Groeningemuseum a Bruges in Belgio.

## Descrizione e stile

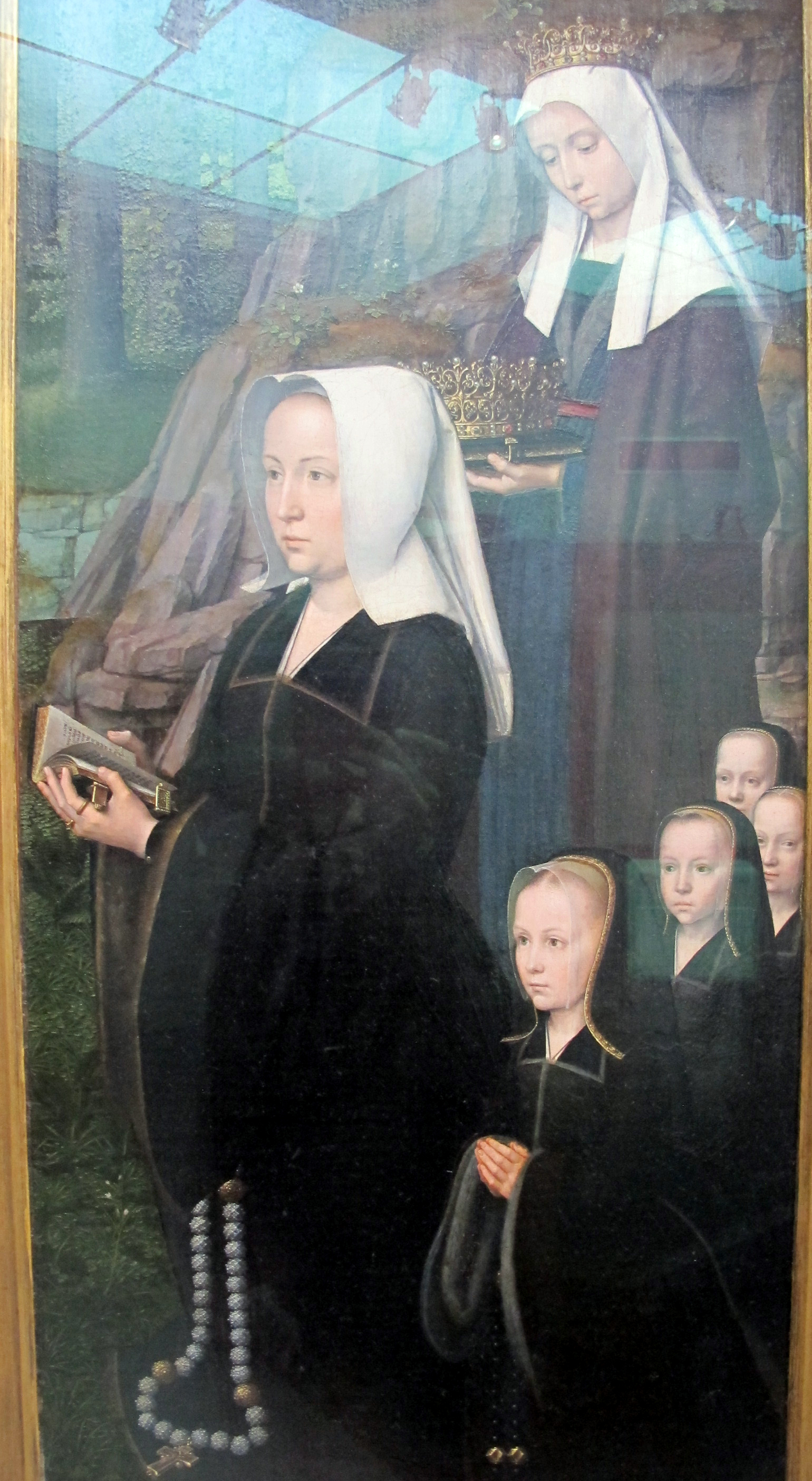
Dettaglio.

Il centro della composizione è dedicato al tema del battesimo di Gesù con Giovanni Battista il quale versa l'acqua del Giordano sulla testa di Gesù Cristo; su lato un angelo regge le vesti di Gesù.  In un rigoroso asse verticale si nota Gesù, Dio Padre e una colomba simbolo dello Spirito Santo. Sul retro, un paesaggio di verde luminoso è stato dipinto con scene della vita di San Giovanni Battista. In primo luogo le erbe e i fiori sono rappresentati in dettaglio.
Nelle parti laterali sono rappresentati i donatori con i loro figli. A sinistra c'è Jan de Trompes, tesoriere della città Bruges presentato da Giovanni apostolo ed evangelista, suo santo patrono. A destra c'è la sua seconda moglie, Elisabeth van der Meersc, presentata da Elisabetta.